# الدوري النمساوي 1961–62
الدوري النمساوي الممتاز 1961–62 (بالألمانية: Österreichische Fußballmeisterschaft 1961/62)‏ هو الموسم 51 من بوندسليغا النمسا لكرة القدم. أشرف على تنظيمه اتحاد النمسا لكرة القدم، وكان عدد الأندية المشاركة فيه 14، وفاز فيه أوستريا فيينا.